# U.S. Route 150
La U.S. Route 150 (US 150) est une US Route de 571 miles (919 km) se trouvant en Illinois, en Indiana et au Kentucky. Elle est une route auxiliaire de la US 50 qui débute à l'intersection avec la US 6 à Moline, Illinois et se termine à l'intersection avec la US 25 à Mount Vernon, Kentucky.

## Description du tracé

### Illinois
La US 150 débute près de l'Aéroport international Quad City près de Moline à la jonction avec la US 6. Elle se dirige vers le sud jusqu'à Galesburg où elle commence à longer l'I-74 vers le sud-est. Elle la suit ainsi jusqu'à Peoria. Après avoir passé par East Peoria, elle prend un alignement vers l'est, toujours en longeant l'I-74. Elle passe par Morton et Goodfield avant d'atteindre Normal et Bloomington. Elle traverse Bloomington et reprend un alignement vers le sud-est en suivant l'I-74. Elle passe par Le Roy, Farmer City, Mahomet et Champaign. Après avoir traversé cette ville et Urbana, elle continue vers l'est en étant parallèle à l'I-74. Elle atteint Danville et bifurque vers le sud jusqu'à Paris où elle bifurque à nouveau vers l'est jusqu'à la frontière de l'Indiana.

### Indiana
La US 150 entre en Indiana au nord-ouest de Terre Haute. Elle s'y rendet débute un multiplex vers le sud avec la US 41. Le multiplex se poursuit jusqu'à Vincennes où la US 150 prend la direction de l'est. Elle y rencontre la US 50 et les routes forment un multiplex jusqu'à Shoals, en passant par Washington et Loogootee. Après Shoals, la US 150 continue vers le sud-est en passant par Paoli, Hardinsburg, Palmyra et Galena. Peu après cette ville, elle rejoint l'I-64 en multiplex jusqu'à la frontière du Kentucky à New Albany.

### Kentucky
La US 150 entre au Kentucky en multiplex avec l'I-64 à Louisville. Le multiplex prend fin et la US 150 traverse le centre-ville de Louisville. Elle quitte la ville vers le sud-est et passe par Ashville, Mount Washington, Bardstown, Springfield, et Danville avant d'atteindre Mount Vernon, où elle prend fin à la jonction avec la US 25.

## Intersections majeures
Illinois
 US 6 à Moline
 US 34 à Galesburg
 I-74 à Knoxville
 I-74 à Peoria
 US 24 à East Peoria. Les routes forment un multiplex dans la ville.
 I-74 près de Normal
 I-55 / I-74 à Bloomington
 US 136 près de Le Roy
 US 45 à Champaign. Les routes forment un multiplex dans la ville.
 I-74 près de Danville
 US 136 à Danville
 I-74 à Tilton
 US 36 à Chrisman
Indiana
 US 41 à Terre Haute. Les routes forment un multiplex jusqu'à Vincennes.
 I-70 / US 40 à Terre Haute
 US 50 à Vincennes. Les routes forment un multiplex jusqu'à Shoals.
 I-69 près de Washington
 US 231 à Loogootee. Les routes forment un multiplex dans la ville.
 I-64 près de New Albany. Les routes forment un multiplex jusqu'à Louisville, KY.
 I-265 à New Albany
Kentucky
 I-264 à Louisville
 US 31W à Louisville. Les routes forment un multiplex dans la ville.
 US 60 à Louisville. Les routes forment un multiplex dans la ville.
 I-65 à Louisville
 US 31E à Louisville. Les routes forment un multiplex jusqu'à Bardstown.
 I-264 à Louisville
 I-265 à Ashville
 US 62 à Bardstown. Les routes forment un multiplex dans la ville.
 US 68 à Perryville. Les routes forment un multiplex dans la ville.
 US 127 à Danville. Les routes forment un multiplex dans la ville.
 US 27 à Stanford
 US 25 / KY 1249 à Mount Vernon